# San Felipe del Progreso
San Felipe del Porgreso, es una población mexicana y cabecera municipal del municipio de San Felipe del Progreso, en el oriente del Estado de México, está ubicada al oriente del municipio, fue una localidad mazahua-matlatzinca, actualmente es un asentamiento en crecimiento poblacional con clima templado.